# Zsablya
Zsablya (1816-ig Józseffalva, szerbül Жабаљ / Žabalj, németül Josefsdorf) kisváros és község Szerbiában, a Vajdaságban, a Dél-bácskai körzetben, a történelmi Sajkásvidéken.

## Fekvése
Újvidéktől 30 km-re északkeletre fekszik.

## A község
A községhez Zsablyán kívül még három település tartozik (zárójelben a szerb név szerepel):
- Boldogasszonyfalva (Госпођинци / Gospođinci)
- Csurog (Чуруг / Čurug)
- Sajkásgyörgye (Ђурђево / Đurđevo)

## Nevének eredete
Neve a szláv žaba (= béka) főnévből ered.

## Története
Zsablya és környéke ősidők óta lakott hely volt. Területén őskori temetőt tártak fel.
1514-ben Zeble néven említik először, mikor Dózsa György elfoglalta a szerémi püspök titeli és zseblyei (Zsablya) várait.
1556-ban egy régi térképen nevét Zeblie néven írták, egy 1699. évi török térkép egy Morutva mocsár és fok és Haladovacki fok által alkotott sziget közepén, a Tisza partján jelölte Sablia falut, tőle délre egy hídfő és egy Sobliatzki-ribnyik volt jelezve.
1686. után Zsablya lakosságából határőrséget alakítottak.
1697-ben Jenő herceg Zsablyánál a Tisza-parton egy sáncot építtetett, katonasággal. A török azonban így is elfoglalta, de később ismét a császáré lett. Az 1699. évi béke értelmében a zsablyai erődöt is lerombolták.
Az 1702. évi összeírás szerint Zsablyán a határőri katonaság 12 pusztát használt, 1728-ban a zsablyai sánc kapitányaként Siván Zoricsot írták, egy gyalogos és egy lovas századdal, és Egres, Martincze, Novoszeló, Paska, Csicsov, Bozev puszták is hozzá tartoztak.
1738-ban egy térképen Zablie, tőle nyugatra pedig Gala volt feltüntetve.
A tiszai határőrvidék feloszlatásakor Zsablya a kamarai földesurához és a vármegyéhez került vissza.
1763-ban ismét katonai hatóság alá került és csajkás katonai szolgálatot teljesített.
1784-ben a sok áradás miatt a Tiszától távolabb telepítették.
1873-ban a csajkás milícia feloszlatásakor Zsablya újból a vármegye hatósága alá került vissza.
1910-ben 7993 lakosából 1722 magyar, 1074 német, 5080 szerb volt. Ebből 2483 római katolikus, 267 evangélikus, 5074 görögkeleti ortodox volt.

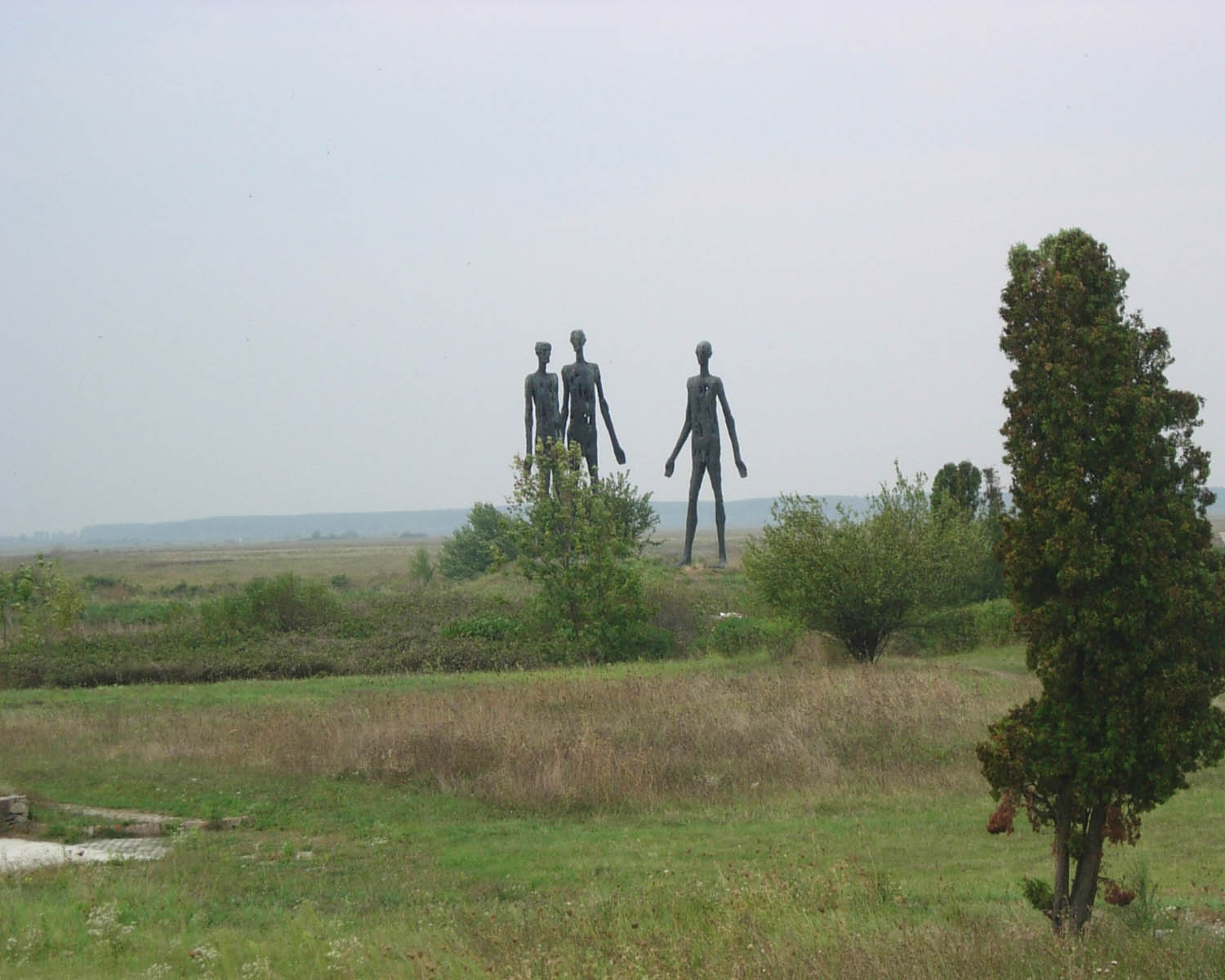
Az újvidéki vérengzés áldozatainak emlékműve Zsablya közelében

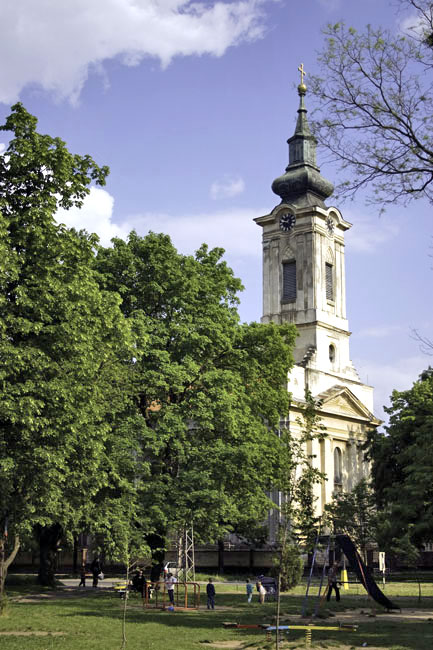
A görögkeleti templom

A trianoni békeszerződésig Bács-Bodrog vármegye Zsablyai járásának volt a székhelye.
Az 1942-es magyar razziának kb. 400 szerb esett áldozatul. A tetteseket Magyarország felelősségre vonta.
1944 végén, a délvidéki vérengzések során a szerbek mintegy 1500 magyart és németet öltek meg, amit a jugoszláv propaganda egyfajta jogos megtorlásként igyekezett feltüntetni. A tetteseket sosem vonták felelősségre. A szocializmus évtizedeiben a téma sosem került napirendre. 2014-ben született meg az a szerbiai rendelet, amely eltörölte a Zsablya, Csúrog és Mozsor települések magyar lakosságának kollektív bűnösségét kimondó jogszabályt. A rendeletre mintegy hetven évet kellett várnia a helyieknek. A magyar kormány üdvözölte a döntést, és a szerb–magyar megbékélés fontos állomásának nevezte.
Zsablyától nyugatra egy Kopovó mocsár és egy Vracsara nevű erdő található, délnyugatra pedig három halom és egy földvár maradványa, Novoszeló puszta felé; Mozsorig pedig 14 nagy halom látható, a melyek között egy földvár is van.

### Bozé
Zsablya közelében feküdt egykor Bozé is, mely a török hódoltság előtt még falu volt.
1396-ban Bozéi Márton fiát, Jánost – királyi emberként említették, később Bozéi előnévvel tűnik fel Rőt László, akit 1406-ban iktattak be Csiregszentpéter birtokába.
A 15. században Bozé az Egresi Idecski család birtoka volt, a család azonban 1506-ban utód nélkül kihalt.
1553-ban a török deftirek a Titeli náhijéban említik a falut négy fizető és hat nem fizető házzal; 1570-ben 11, 1590-ben 24 adózó háza volt a falunak.
Bozé a 18. század elején már csak pusztaként volt említve.
1731-ben Bács vármegye panaszként hozta fel, hogy a zsablyai katonai sánchoz erőszakkal csatolták oda ezt a pusztát, és így az 1728. évi összeírásban jogtalan volt a katonai sánchoz való sorolása.

### Etnikai összetétel

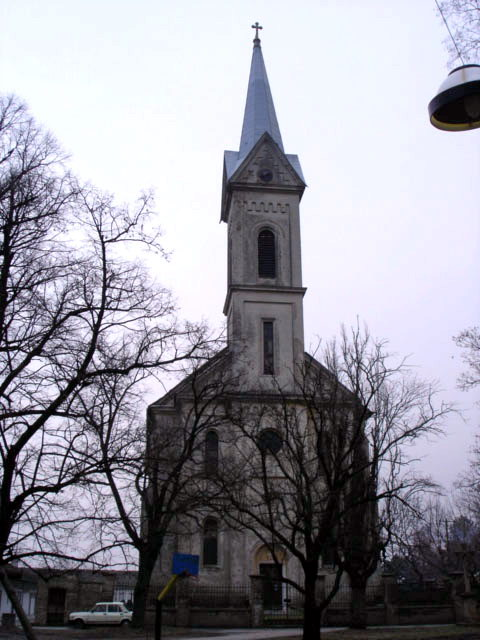
A római katolikus templom

## Népesség

### Demográfiai változások
| 1948 | 1953 | 1961 | 1971 | 1981 | 1991 | 2002 | 2011 |
| ---- | ---- | ---- | ---- | ---- | ---- | ---- | ---- |
| 6273 | 6672 | 7457 | 7851 | 8503 | 8766 | 9598 | 9161 |

## Látnivalók
- Római katolikus temploma: a plébánia ősi, 1805-ben alapították. A templom védőszentje Havas Boldogasszony. Az első templomot 1825-ben, majd az újat 1900-01-ben építették. 1960-ban elvégezték a külső felújítását. A templom méretei: hossza: 43,6 m, szélessége: 16 m, a hajó magassága 14,5 m, a torony 35 m magas. Két harangja van. Jelenleg romos állapotban van, 2010-ben beszakadt a tetőszerkezete is, ám 2020-ban megkezdődött felújítása.

## Hírességek
- 1946. november 5-én itt akasztották fel Feketehalmy-Czeydner Ferenc altábornagyot, az 1942-es délvidéki razzia irányítóját.

## Külső hivatkozások
- Zsablya község hivatalos honlapja
- Zsablya története Archiválva 2010. június 17-i dátummal a Wayback Machine-ben